# Pliocercus euryzonus
Pliocercus euryzonus е вид змия от семейство Смокообразни (Colubridae). Видът не е застрашен от изчезване.

## Разпространение и местообитание
Разпространен е в Гватемала, Еквадор, Колумбия, Коста Рика, Никарагуа и Панама.
Обитава гористи местности, блата, мочурища и тресавища.